# Catigbian
Catigbian ist eine philippinische Stadtgemeinde in der Provinz Bohol auf der gleichnamigen Insel. Sie hat 22.675 Einwohner (Zensus 1. August 2015).

## Baranggays
Catigbian ist politisch in 22 Baranggays unterteilt.

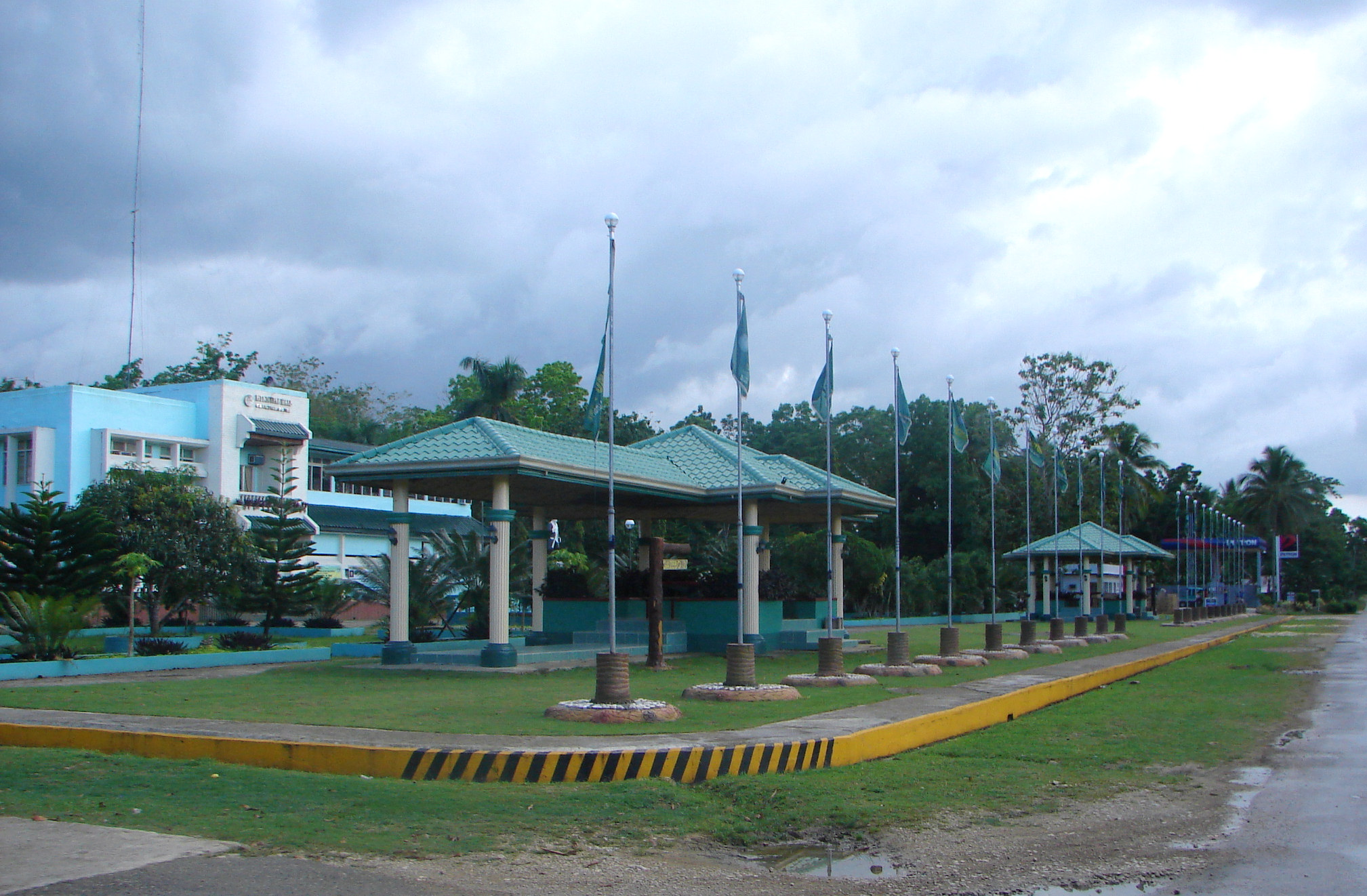
Zentrum und Rathaus

| - Alegria - Ambuan - Baang - Bagtic - Bongbong - Cambailan - Candumayao - Kang-iras - Causwagan Norte - Hagbuaya - Haguilanan | - Libertad Sur - Liboron - Mahayag Norte - Mahayag Sur - Maitum - Mantasida - Poblacion - Rizal - Sinakayanan - Triple Union - Poblacion Weste |